# NMEA 0183
NMEA 0183 (от «National Marine Electronics Association») — стандарт, определяющий текстовый протокол связи морского (как правило, навигационного) оборудования (или оборудования, используемого в поездах) между собой. Стал особенно популярен в связи с распространением GPS-приёмников, использующих этот стандарт.

## Общий вид строк в NMEA 0183
- символ «$» или «!» (hex 24 или hex 21)
- 5-буквенный идентификатор сообщения. Первые две буквы — идентификатор источника сообщения, следующие три буквы — идентификатор формата сообщения, согласно протоколу NMEA 0183 определённой версии.
- список данных (буквы, цифры и точки), разделённых запятыми. Если какие-либо данные отсутствуют внутри строки, запятые всё равно ставятся (например «,,»). Некоторые поля в конце строки могут отсутствовать вовсе.
- символ «*».
- восьмибитная XOR-сумма всех символов (включая «,» и «^») в строке между «$» и «*» приведенная к двум ASCII-символам в верхнем регистре для 16-ричного представления байта (0–9, A–F).
- <CR><LF> (hex 0D, hex 0A).

Максимальная длина сообщения ограничена 82 символами (NMEA 0183 rev 3.0)
Стандарт описывает более 250 идентификаторов NMEA-последовательностей. Стандарт определяет скорости обмена данными в 4800 бод. (Для  скоростей в 38400 бод и выше есть расширенный стандарт NMEA-0183-HS).
Стандарт позволяет добавлять собственные идентификаторы последовательностей, что часто используется производителями для передачи дополнительной информации о работе устройства.

## NMEA синтаксис
Сообщения начинаются с заголовка. Заголовок делится на две части: ID и тип.
ID - идентификатор источника (Спутниковая система)
| ID | Система спутников |
| -- | ----------------- |
| GP | GPS               |
| GL | GLONASS           |
| GA | Galileo           |
| BD | BeiDou            |
| GB | BeiDou            |

Стандарт определяет ID начинающиеся с символа P, как ID для кодирования по усмотрению производителя GNSS приемника

## RMC-строка (частный пример)
$GPRMC,hhmmss.sss,A,GGMM.MM,P,gggmm.mm,J,v.v,b.b,ddmmyy,x.x,n,m*hh<CR><LF>
Значение полей:
- «GP» — идентификатор источника; в приведенном примере это GPS, «GL» — ГЛОНАСС, «GA» — Галилео, «GN» — ГЛОНАСС+GPS и т. п.
- «RMC» — «Recommended Minimum sentence C»
- «hhmmss.sss» — время фиксации местоположения по Всемирному координированному времени UTC: «hh» — часы, «mm» — минуты, «ss.sss» — секунды. Длина дробной части секунд варьируется. Лидирующие нули не опускаются.
- «A» — статус: «A» — данные достоверны, «V» — недостоверны.
- «GGMM.MM» — широта. 2 цифры градусов(«GG»), 2 цифры целых минут, точка и дробная часть минут переменной длины. Лидирующие нули не опускаются.
- «P» — «N» для северной или «S» для южной широты.
- «gggmm.mm» — долгота. 3 цифры градусов(«ggg»), 2 цифры целых минут, точка и дробная часть минут переменной длины. Лидирующие нули не опускаются.
- «J» — «E» для восточной или «W» для западной долготы.
- «v.v» — горизонтальная составляющая скорости относительно земли в узлах. Число с плавающей точкой. Целая и дробная части переменной длины.
- «b.b» — путевой угол (направление скорости) в градусах. Число с плавающей точкой. Целая и дробная части переменной длины. Значение равное 0 соответствует движению на север, 90 — восток, 180 — юг, 270 — запад.
- «ddmmyy» — дата: день месяца, месяц, последние 2 цифры года (ведущие нули обязательны).
- «x.x» — магнитное склонение в градусах (часто отсутствует), рассчитанное по некоторой модели. Число с плавающей точкой. Целая и дробная части переменной длины.
- «n» — направление магнитного склонения: для получения магнитного курса магнитное склонение необходимо «E» — вычесть, «W» — прибавить к истинному курсу.
- «m» — индикатор режима: «A» — автономный, «D» — дифференциальный, «E» — аппроксимация, «N» — недостоверные данные (часто отсутствует, данное поле включая запятую отсутствует в старых версиях NMEA).
- «hh» — контрольная сумма.
- <CR> — байт равен 0x0D.
- <LF> — байт равен 0x0A.

## Примеры RMC-строки

### Пример 1
$GPRMC,125504.049,A,5542.2389,N,03741.6063,E,0.06,25.82,200906,,,*17
Значение полей:
- 12 часов 55 минут 4,049 секунд UTC
- «A» — достоверно
- широта 55° 42,2389', северная
- долгота 37° 41,6063', восточная
- скорость 0,06 узлов
- направление движения 25,82 градуса
- 20 сентября (20)06 года
- магнитное склонение не указано
- направление магнитного склонения не указано
- индикатор режима отсутствует
- контрольная сумма 0x17

### Пример 2
$GPRMC,,V,,,,,,,080907,9.6,E,N*31
Значение полей:
- «V» — недостоверно
- 8 сентября (20)07 года
- магнитное склонение восточное, 9,6°
- «N» — недостоверные данные
- контрольная сумма 0x31

Все остальные поля отсутствуют (нет сигнала от спутников).

## Пример приёмника
Карманный коммерческий приёмник Garmin eTrex поддерживает обмен следующими строками:
- NMEA 0183 версия 3.0:
  - GPGGA — данные о последнем определении местоположения
  - GPGLL — координаты, широта/долгота
  - GPGSA — DOP (GPS) и активные спутники
  - GPGSV — наблюдаемые спутники
  - GPWPL — параметры заданной точки
  - GPBOD — азимут одной точки относительно другой
  - GPRMB — рекомендуемый минимум навигационных данных для достижения заданной точки
  - GPRMC — рекомендуемый минимум навигационных данных (см. выше)
  - GPRTE — маршруты
  - HCHDG — данные от компаса
- Собственные (проприетарные) строки фирмы Garmin[2]:
  - PGRME — оценка ошибки измерений
  - PGRMM — картографические данные
  - PGRMZ — высота
  - PSLIB — контроль приёма маяков